# Here to Stay (New Order)
Here to Stay è un singolo del gruppo musicale britannico New Order, pubblicato nel 2002. Non incluso in nessun album, è reperibile unicamente nelle antologie International e Singles. Una versione strumentale più estesa venne invece inclusa nel box set Retro.
Il pezzo è noto per essere il tema di chiusura di 24 Hour Party People ed è l'unica composizione totalmente originale apparsa nel film. Il suo videoclip, in bianco e nero, è composto da un collage di alcune scene della pellicola, in cui compaiono John Simm e Steve Coogan, che interpretano rispettivamente Bernard Sumner e Tony Wilson. Il corto è dedicato a Rob Gretton, Martin Hannett e Ian Curtis, coloro che hanno gettato le basi per la formazione dei New Order.
Sebbene non fosse stato pubblicizzato, il brano riuscì a raggiungere la quindicesima posizione della UK Singles Chart.
Il lato B scelto fu Player in the League, una composizione che fallì l'entrata sia nel programma calcistico della ITV The Premiership sia nell'album Get Ready.

## Tracce
Testi e musiche di Gillian Gilbert, Peter Hook, Stephen Morris e Bernard Sumner.

### CD #1: NUOCD11 (UK & Europa)
1. Here to Stay (Radio Edit) – 3:55
2. Here to Stay (Full-Length Vocal) – 5:00
3. Player in the League – 5:35

### CD #2: NUCDP11 (UK & Europa)
1. Here to Stay (Radio Edit) – 3:55
2. Here to Stay (Felix da Housecat - Thee Extended Glitz Mix) – 8:08
3. Here to Stay (The Scumfrog - Dub Mix) – 8:01

### CD: 0927 458992 (Australia)
1. Here to Stay (Radio Edit) – 3:58
2. Here to Stay (Original Edit) – 5:00
3. Here to Stay (Felix da Housecat - Thee Extended Glitz Mix) – 8:08
4. Here to Stay (The Scumfrog - Dub Mix) – 8:04
5. Here to Stay (Extended Instrumental) (The Chemical Brothers Remix) – 5:57
6. Player in the League – 5:35

### 12": NUOX11 (UK & Europa)
1. Here to Stay (Full-Length Vocal) – 5:00
2. Crystal – 6:49
3. Here to Stay (Felix da Housecat - Thee Extended Glitz Mix) – 8:08
4. Here to Stay (The Scumfrog - Dub Mix) – 7:47

### DVD: NUDVD9 (UK & Europa)
1. Here to Stay (Video) – 3:55
2. Here to Stay (Radio Edit) – 3:55
3. Here to Stay (Felix da Housecat - Thee Extended Glitz Mix) – 8:08
4. 24 Hour Party People (4 X 30 Second Clips) – 2:00

## Classifiche
| Paese       | Posizione massima |
| ----------- | ----------------- |
| Australia   | 64                |
| Francia     | 99                |
| Germania    | 77                |
| Irlanda     | 42                |
| Regno Unito | 15                |